# Serenity (actriz porno)
Serenity (Fort Leonard Wood, Misuri, el 29 de octubre de 1969) es una actriz pornográfica estadounidense. Ha desarrollado principalmente su carrera entre 1992 y 2003. Pertenece a los salones de la fama de AVN y XRCO.

## Biografía
Empezó a trabajar como bailarina de estriptis. En 1994 se hizo con el Topless Dancer-World Championship, un concurso que le abrió las puertas de los más prestigiosos casino de las ciudad de Las Vegas.
Su debut en el porno se produjo dos años antes, en 1992, con la película lésbica Jennifer ate. En 1996 fue fichada por Wicked Pictures. De esa etapa, que duraría cinco años, fueron las películas más conocidas de las actriz : Time Machine (1996), Serenity In Denim (1999), Double Feature (2000), M: Caught in the Act (2001) o Serenity's Roman Orgy (2002).
Ha sido galardonada en dos ocasiones, 2000 y 2001, con el Premio AVN a la mejor actriz.
En septiembre de 2004 anunció su retirada del porno aunque ha seguido actualizando su página web posteriormente.
Fue también la fundadora de Las Vegas Novelties una empresa dedicada a la venta de juguetes sexuales y con la que colaboraron actrices como Jewel De'Nyle, Kylie Ireland y Jacklyn Lick. Seis años después de su creación, sus buenos resultados económicos supusieron su venta a Pipedream Products.
Fuera del porno destaca su participación en la serie Wild On! emitida por E!.

## Premios
- 2006 : XRCO Salón de la Fama
- 2005 : AVN Salón de la Fama
- 2001 : Premio AVN a la mejor actriz por M: Caught in the Act.
- 2000 : Premio AVN a la mejor actriz por Double Feature.